# The Tellers
The Tellers is een Belgische indieband, oorspronkelijk afkomstig uit het Waalse Bousval.
Hun debuutalbum Hands Full Of Ink haalde de 7de plaats in de Ultratop 50. De band behoorde in 2008 tot de tien meest beluisterde Belgische artiesten op Myspace.

## Biografie
Charles Blistin en Ben Bailleux-Beynon ontmoetten elkaar voor het eerst in 2005, toen Ben Bailleux-Beynon deelnam aan de muziekwedstrijd Pure Demo van Pure FM (RTBF). Het ontstaan van The Tellers (als duo) was een feit.
De band componeert ballades op een eigenzinnige wijze. Het karakteristieke stemgeluid van gitarist Bailleux-Beynon geeft de muziek een extra melancholische tint. Zijn Welsh' accent heeft hij te danken aan zijn moeder die afkomstig is van Cardiff. Charles Blistin was het muzikale brein achter The Tellers, hij verzorgde alle muzikale arrangementen tot hij in 2009 de band verliet.

### More
In juni 2006 verscheen hun debuut-ep More dat zeven songs bevatte en opgenomen werd in de studio van de Waalse band Girls In Hawai. Het album verscheen onder het label 62 TV Records (Girls in Hawai, Malibu Stacy, Austin Lace) en bevat de radiosingles "More" en "Second Category". Deze laatste song werd gebruikt in een Europese reclamespot van Canon. De single "More" is tevens terug te vinden op de soundtrack van de voetbalgame FIFA08, van Electronic Arts.
De Belgische pers loofde hun ep "More", met een hele resem optredens als gevolg. Bijgestaan door François Gustin (bass) en Kenley Dratwa (drums), toerde de band uitgebreid door België, Nederland, Frankrijk, Duitsland en Scandinavië. Van het album werden meer dan 35.000 exemplaren verkocht.

### Hands Full Of Ink
De ep "More" was de voorloper van hun debuutalbum Hands Full Of Ink dat op 21 augustus 2007 verscheen. Het album werd geproduceerd door Fabrice Detry (Austin Lace, Hallo Kosmo) en bevat 16 nummers.
De eerste single uit de plaat, 'Hugo', werd een hit in Wallonië en haalde ook airplay op Vlaamse radiostations als Studio Brussel en Radio 2. Het album stond 10 weken in de Ultratop 50 en haalde de 7de plaats.
Ondertussen werd "Hands Full Of Ink" uitgebracht in Japan onder het label Rallye.
De band toerde in 2009 door Europa en deed steden aan als Parijs, Berlijn, Düsseldorf en Utrecht. In het najaar was de band te zien op de meeste festivals in de Benelux. De tournee woog echter zwaar door waarop Gustin en Dratwa de band verlieten. Charles Blistin nam niet veel later dezelfde beslissing waardoor Ben Bailleux-Beynon nog de enige was die verder wilde met The Tellers.

### 2010: Like I Say
Bailleux-Beynon besloot de moed niet op te geven en zocht labelgenoot Fabrice Detry terug op, de producer van de twee vorige releases, en die sindsdien de bassist van The Tellers werd. Met een nieuwe drummer, César Laloux uit Namur, en de Vlaamse gitarist Joos Houwen (van Skag Sessions, deelnemer Humo's Rock Rally 2010) waren The Tellers druk in de weer met de opnamen van een nieuw album, dat in september 2010 verscheen. De opnamen vonden plaats in de Swimming House Studios in Brussel.
Op 11 mei, de 15de verjaardag van hun platenlabel 62 TV Records, stelde de groep de nieuwe liedjes in première voor aan het grote publiek in de Brusselse Botanique.

## Discografie

### Albums
- More – ep (2006, 62 TV Records) Gold
- Hands Full Of Ink (2007) #7
- Close The Evil Eye (2010)

### Singles
- More (2006)
- Second Category (2006)
- Hugo (2007)
- If I Say (2007)
- Memory (2007)
- Holiness'featuring Coby-Rae (2008)
- Like I Say/Cold As Ice (2010)

## Bandleden

### Huidige leden
- Benoît Baillieux-Beynon - zang, gitaar
- Fabrice Detry - bas
- César Laloux - drums
- Joos Houwen - gitaar

### Voormalige leden
- Charles Blistin (2005-2009) - mede-oprichter, gitaar, zang
- Kenley Dratwa (2007-2009) - drums
- François Gustin (2007-2009) - bas